# 반수정주의
반수정주의(反修正主義, 영어: anti-revisionism)란 니키타 흐루쇼프 집권 이후 진행된 마르크스-레닌주의 정책의 개량과 탈스탈린화(destalinization)를 공산주의에서의 이탈 혹은 수정주의적 마르크스주의라 비판하며 등장한 공산주의 조류다. 종류로는 마오쩌둥 사상, 호자주의가 있으며, 반수정주의는 다음과 같은 특징이 있다.
1. 1928년에 실시된 ‘제1차 5개년 경제 개발 계획’의 유산을 지킨다. 이에 따라 사회주의 계획 경제 원칙을 고수하고, 1965년부터 소비에트 연방에서 진행된 ‘코시긴 개혁’을 자본주의 실용 노선으로 간주한다.
2. 이오시프 스탈린을 레닌주의의 계승자로 여긴다. 따라서 스탈린의 레닌주의 해석을 국제 공산주의 운동 이론의 정설로 받아들인다.
3. 국제 관계에서 미국을 필두로 한 서방 세력에 대항하는 노선을 고수한다.
4. 자국중심주의를 배척하고 국제주의 원칙을 견지한다. 이에 따라 제3세계와 각국의 혁명 조직을 적극적으로 지원한다.
5. 인식 이론 차원에서 변증법적 유물론의 반영주의(反映主義)를 고수한다.

이에 따라, 반수정주의자들은 레프 트로츠키의 트로츠키주의, 요시프 브로즈 티토의 티토주의, 흐루쇼프의 반스탈린주의, 덩샤오핑의 덩샤오핑 이론 노선을 비판한다.

## 개요
마르크스-레닌주의는 1920년대부터 진행된 볼셰비키당 내부의 논쟁과 마르크스주의 해석을 1930년대 중반부터 이오시프 스탈린이 종합하여 형성한 공산주의 사상 체계이다. 스탈린은 레닌주의 사상에 대해 "제국주의시대에서 가용될 수 있는 일반적이고 종합적인 투쟁 및 이론 지침이며, 보편적인 공산주의 사상이다."라고 정의하였고, 『볼셰비키당사』에서 자신의 사상을 마르크스-레닌주의(러시아어: Марксизм-ленинизм)라고 명명하였다. 소련 외 지역의 레닌주의자들은 스탈린과 소련 공산당의 지도를 받는 것이 일반적인 흐름이었으며, 이는 제2차 세계대전 이후에도 이어졌다.
그러나 스탈린 사후 니키타 흐루쇼프가 소련 공산당 서기장으로 집권하면서 이 판도는 전혀 다른 방향으로 바뀌게 되었다. 니키타 흐루쇼프가 1956년 2월 25일에 열린 제20차 소련 공산당 대회에서 이오시프 스탈린을 비판한 것과 서방세계와의 평화공존 노선 천명이 발단이 된 것이다. 이러한 흐름에서 알바니아 노동당 서기장인 엔베르 호자는 곧바로 흐루쇼프 노선에 반발하였으며, 소련 공산당의 지도를 거부하기 시작했다. 중국공산당 중앙군사위원회 주석인 마오쩌둥도 또한 1958년부터 흐루쇼프 노선을 사회제국주의 및 수정주의 노선이라고 비판하였으며, 독자 노선을 택하기에 이른다. 거의 같은 시기 조선로동당 내에서는 수정주의 논쟁이 촉발되었으며, 흐루쇼프의 방침을 고수하려는 소련파, 연안파와, 스탈린 노선을 고수하려는 빨치산파라는 두 진영 사이의 정치적 분쟁이 시작됐다. 이 분쟁에서 흐루쇼프의 수정주의 노선에 반대를 하던 마르크스-레닌주의 계파를 반수정주의자라고 일컫는다.
수정주의자와 반수정주의자 사이의 분쟁으로 인해 소련 공산당의 지도력은 일부분 상실하였으나, 그럼에도 불구하고 국제 투쟁에서 소련 공산당은 압도적인 영향력을 행사하였다. 가령, 1961년 쿠바 혁명이 성공한 이후 쿠바의 반미주의자들은 소련 공산당의 지침에 충실했으며, 같은 시기 내전을 치르고 있었던 베트남 공산당도 또한 소련 공산당의 지도 지침을 받고 있었다. 이외에도 서유럽의 공산당은 모두 소련 공산당의 지침을 고수하고 있었다.
하지만 위와 같은 소련의 지도력과는 별개로 1960년대는 각국 공산당에서 소련의 지침을 고수하려는 수정주의 계파와 스탈린의 노선을 고수하려는 반수정주의 계파 사이의 분열이 본격적으로 진행되는 시기이기도 하였다. 그 분열은 다음과 같이 본격적으로 촉발되었다.
- 1961년 1월, 미국 공산당의 흐루쇼프 노선 고수 흐름에 반발한 당내 분파인 진보노동운동이 대거 탈당하여 미국 진보노동당을 결성하였다.[2]
- 1964년 12월, 스페인 공산당의 친소, 수정주의 노선에 반발하여 당원이 대거 이탈하였고, 그 결과 스페인 공산당 ML가 결성되었다.
- 1965년 4월, 평화공존노선에 따라 볼리비아 정부와의 타협 노선을 취했던 볼리비아 공산당에 집단으로 반발한 반수정주의자들이 볼리비아 공산당 ML파를 결성하였다.[3]
- 1966년 2월, 당의 반스탈린주의, 개량주의 노선에 반발한 칠레 공산당원이 집단으로 탈당하여 칠레 혁명공산당을 결성하였다.
- 1966년 5월, 당내 타협주의, 수정주의 노선에 반발한 브라질 공산당원이 집단으로 탈당하여 브라질 혁명공산당을 결성하였다.[4]
- 1968년 1월, 아르헨티나 공산당 지도부의 친소, 수정주의 노선에 반발한 공산주의자들이 집단으로 탈당하여 아르헨티나 혁명공산당이 결성되었다.[5]
- 1969년 4월, 인도 공산당 내 반수정주의자들이 집단으로 탈당하여 인도 공산당 ML파를 결성하였다.
- 1970년 3월, 캐나다 공산당의 수정주의 흐름에 반대하여 반수정주의자들이 캐나다 공산당 ML파를 결성했다.[6]
- 1970년 9월, 스웨덴 좌파당 내 반수정주의자들이 당내 유럽공산주의 노선에 반발하여 스웨덴 공산당 ML를 형성하였다.[7]

앞서 나열된 사례는 일부일 뿐이며, 수많은 나라에서 활동하는 공산당이 1960년대를 기점으로 분열하였다.

## 관련 단체

### 국제 조직
| 정당                                            | 이념                                                |
| ----------------------------------------------- | --------------------------------------------------- |
| 마르크스-레닌주의 정당•조직 국제회의 통일투쟁파 | 호자주의                                            |
| 국제공산주의자동맹 마오주의파                   | 마르크스-레닌-마오주의                              |
| 혁명당•조직 국제조정기구                        | 마오쩌둥 사상 (주류) 마르크스-레닌-마오주의(비주류) |
| 마르크스-레닌주의 정당•조직 국제회의 국제회보파 | 마오쩌둥 사상                                       |

## 진영 내부의 갈등
마오쩌둥 사상, 호자주의는 대표적인 반수정주의적 마르크스-레닌주의로 평가받고 있다. 그러나 같은 반수정주의 진영 사이에서도 여러 갈등이 존재했다. 대표적으로 엔베르 호자는 기타 문건과 『제국주의와 혁명』을 통하여 마오쩌둥 사상과 주체사상을 수정주의라고 비판하였다. 마오쩌둥은 주체사상을 수정주의로 평가한 적은 없지만 문화대혁명 시기에 주체사상은 홍위병들에 의해 수정주의와 합일하는 반동적인 사상이라고 간주되었다.
한편 1980년대에 국제적으로 학생운동이 쇠퇴하면서 반수정주의는 힘을 잃었으나, 1991년 동구권이 붕괴되고 더 정통적이고 본질적인 공산주의에 대한 열망으로 다시 대중적인 인기를 얻었다. 1990년대에 접어들면서 호자주의파는 국제 조직을 결성할 정도로 성공했고 이에 마오주의파도 국제적인 단위의 조직을 결성하였다. 현재 전자는 건재히 존재하며 후자는 세력 약화로 다른 마오주의 조직에게 인수되었다.

## 같이 보기
- 이오시프 스탈린
- 라자리 카가노비치
- 안드레이 즈다노프
- 에른스트 텔만
- 게오르기 디미트로프
- 허를러깅 처이발상
- 클레멘트 고트발트
- 볼레스와프 비에루트
- 마오쩌둥
- 마차시 라코시
- 린뱌오
- 체 게바라
- 니코스 자카리아디스
- 엔베르 호자
- 코민테른
- 코민포름